# Парадела (Север-ду-Вога)
Парадела (порт. Paradela; МФА: [pɐ.ɾɐ.dɨ.ɫɐ]) — парафія в Португалії, у муніципалітеті Север-ду-Вога. Розташована в західній частині країни, на теренах історичної португальської провінції Бейра. Входить до складу округу Авейру. За адміністративним поділом, чинним до 1976 року, терени парафії були складовою провінції Берегова Бейра. Належить до Авейрівської діоцезії Католицької церкви. Патрон — Діва Марія. Площа — 9,0129 км². Населення — 720 ос. (2011). Слабо урбанізований регіон. Густота населення — 79,89 осіб/км²
. Код — 011703.

## Населення
| Кількість мешканців | Кількість мешканців | Кількість мешканців | Кількість мешканців | Кількість мешканців | Кількість мешканців | Кількість мешканців | Кількість мешканців | Кількість мешканців | Кількість мешканців | Кількість мешканців | Кількість мешканців | Кількість мешканців | Кількість мешканців | Кількість мешканців |
| ------------------- | ------------------- | ------------------- | ------------------- | ------------------- | ------------------- | ------------------- | ------------------- | ------------------- | ------------------- | ------------------- | ------------------- | ------------------- | ------------------- | ------------------- |
| 1864                | 1878                | 1890                | 1900                | 1911                | 1920                | 1930                | 1940                | 1950                | 1960                | 1970                | 1981                | 1991                | 2001                | 2011                |
| 325                 | 383                 | 397                 | 345                 | 423                 | 479                 | 561                 | 715                 | 811                 | 930                 | 855                 | 884                 | 846                 | 797                 | 720                 |